# Palazzo Tamburini
Palazzo Tamburini è situato in Via San Matteo 87 a San Gimignano; notificato e registrato alla Sovrintendenza delle Belle Arti nel 1978 con il nome degli attuali proprietari (famiglia Tamburini), è adibito dal 1990 ad albergo.

## Storie e descrizione
Precedentemente il palazzo era registrato e identificato come Palazzo Bongi, ultima residenza delle due sorelle della famiglia Bongi (discendenti di un podestà che governò per un certo periodo a San Gimignano), che si trasferirono definitivamente a Firenze all'atto della cessione; il vicolo adiacente all'albergo, infatti, prende il nome di Vicolo Bongi. 
Risalente al XV secolo, lo stabile conserva ancora gran parte della struttura originale, tra cui la settecentesca sala da ballo, un tempo sede di feste ed incontri dell'aristocrazia locale, e il cortile interno. Recenti ristrutturazioni, supervisionate dalle Belle Arti, hanno inoltre conservato i pregevoli affreschi e le decorazioni interne. Esternamente, il palazzo è caratterizzato da una facciata intonacata (brevemente citata già nel 1931 da una guida storica della città quale caratteristica peculiare dell'edificio). 
Lo stabile è dotato anche di un sotterraneo, che conserva la struttura originale.